# 弗瑞茲·約翰

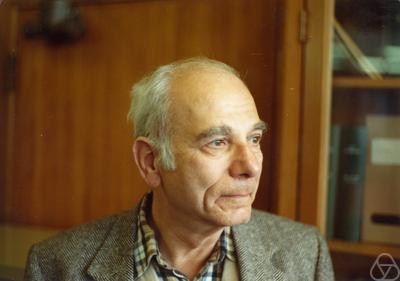
弗瑞茲·約翰

弗瑞茲·約翰（英語：Fritz John，1910年6月14日—1994年2月10日）是一位德裔美籍數學家，專長為偏微分方程與適定性問題，他早期的工作主要在於隨機變換，約翰方程式即是以他為名的一個數學定理。

## 生平
1929~1933他在哥廷根大學學習數學，受到理查·科朗特的影響頗深，1933年，由於希特勒的得勢，非亞立安人被迫驅逐出德國，因此約翰被迫放棄他的教職工作，並前往英國。
約翰的第一篇論文是關於莫爾斯理論的研究，於1934年出版。約翰於1934年獲得哥廷根大學的博士學位，並在柯朗的協助下，他在位於英國劍橋大學聖約翰學院教了一年書。在此期間，他出版了關於隨機變換的研究論文，隨機變換這一研究領域是他一直想要回頭研究的一個主題。
在1935年，他被派任為肯塔基大學的副教授，而在1941年他遷入並歸化為美國籍。一直到1946年他才離開肯塔基，其中在1943～1945他應戰爭而於馬里蘭的阿伯丁試驗場研究彈道學，在1946年，他去紐約大學工作，一直到他退休。
40年代與50年代他持續研究隨機變換，特別是隨機變換在線性微分方程、凸幾何的應用，以及水波方程式的數學理論。他亦研究數值分析與適定性問題。
自1950年代起，他開始研究非線性彈性力學平衡的研究。在1981年，他自紐約大學退休，但仍持續進行在非線性波的工作。
在他一生中，他獲得許多獎章以表彰他在數學上的貢獻，如1973年他獲得在應用數學方面的Birkhoff獎，而在1982年獲得Steele獎。
他與其師理查·科朗特合著了一本著名著作「微積分和數學分析引論」（Introduction to Calculus and Analysis）。

## 外部連結
- 弗瑞茲·約翰在數學譜系計畫的資料。